# Convoi HXF 15
Le convoi HXF 15 est un convoi rapide passant dans l'Atlantique nord, pendant la Seconde Guerre mondiale. Il part de Halifax au Canada le 4 janvier 1940 en direction de différents ports du Royaume-Uni et à La Rochelle. Il arrive le 15 janvier 1940.

## Composition du convoi
Ce convoi est constitué de 12 navires  :
- Royaume-Uni : Henry Dundas, San Demetrio, Napier Star, Devon City, Inverdargle, Robert F. Hand, Cairnvalona, Manchester Brigade, Planter, Orbita, Tamaroa et un dernier cargo.

## Escorte
Ce convoi est escorté par :
- les destroyers canadiens : NCSM Fraser (en) et NCSM Restigouche du 04/01 au 06/01
- le croiseur auxiliaire : HMS Letitia (en) du 04/01 au 13/01/40
- le destroyer britannique : HMS Whitehall (en) du 13/01/40 au 15/01/40[4]

## Voyage
Parti le 4 janvier, le convoi arrive le 15 janvier à Liverpool.
Le 16 janvier 1940, à 16 h 19, l'Inverdargle sans escorte heurte une mine posée le 9 novembre 1939 par le U-33, se brise en deux et coule dans le canal de Bristol au sud-ouest de Nash Point (en). Le capitaine et 48 membres d'équipage sont perdus.
La section arrière se trouve à la position 51° 16′ N, 3° 47′ O et la proue se trouve à 1 300 mètres au nord-est.